# Планиметријска импеданса
Планиметријска импеданса (ПИ) је метода која омогућава процену у реалном времену растегљивост лумена и геометријских промена у  различитим деловима гастроинтестиналног тракта, као одговор на примењени притисак.
У овој методи сонда која се постављена на катетер, прекривен балоном, поставља се током редовне ендоскопије у гастроинтестинални тракт и надувава се до унапред одређених притисака. Током надувавања, сензори притиска дуж балона мере интралуминални притисак и површину попречног пресека унутар гастроинтестиналног лумена или сфинктера. Мерења се користе за израчунавање индекса растегљивости (mm²/mmHg) или усклађености процењене површине.
Најновија генерација сонди може да прикаже резултате мерења у виду графичкког обрасца контрактилности једњака у реалном времену.

## Примена
Планиметријска импеданса се користи у различитим гастроинтестиналним стањима, посебно оним у једњаку. Ова техника се може користити за процену ахалазије и може пружити корисне дијагностичке информације када манометрија високе резолуције није дијагностичка или ако пацијент не може да толерише манометрију. 
Новије смернице препоручују употребу ПИ у дијагнози и лечењу ахалазије.  Поред тога, код пацијената који су подвргнути интервенцијама због ахалазије (нпр. операција, перорална ендоскопска миотомија), мерење растегљивости езофагогастричног споја током и после интервенције прецизно мери клинички одговор на интервенције и може помоћи у даљем вођењу терапије.
Друга потенцијална употреба ПИ је у дијагнози и лечењу еозинофилног езофагитиса. Претходне студије су показале смањену растегљивост једњака код пацијената са еозинофилним езофагитисом код којих је фиброза једњака довела до статичких или минималних промена у мерењу површине попречног пресека упркос повећању притиска и запремине балона. Мерење растегљивости једњака може показати  сужење лумена које се не види конвенционалном ендоскопијом и веома сугерише на еозинофилни езофагитис.  
Примена ПИ је проучавана и у процени гастроинтестиналних поремећаја, укључујући гастроезофагеалну рефлуксну болест (ГЕРБ) и хијатус хернију, и у постхируршким условима, укључујући баријатријску хирургију и фундопликацију.
Додатне студије су процениле његову улогу у поремећајима пилоруса желуца (посебно код пацијената са гастропарезом) и болестима аналног сфинкте
Свеукупна корист и специфична улога ПИ у дијагностици и терапији није сасвим сагледана и  захтева даље проучавање.